# Round Midnight (Philly Joe Jones)
Round Midnight è un album live di Philly Joe Jones, pubblicato dalla Lotus Records nel 1980. Il disco fu registrato dal vivo il 18 luglio del 1969 al "Pescara Jazz Festival" di Pescara (Italia).

## Tracce
Lato A
1. That's Earl Brother – 8:44 (Bud Powell)
2. It Don't Mean a Thing – 9:06 (Duke Ellington, Irving Mills)

Lato B
1. Round Midnight – 7:15 (Thelonious Monk, Cootie Williams, Bernie Hanighen)
2. Percy – 12:44 (Dizzy Reece)

## Musicisti
- Philly Joe Jones  - batteria
- Dizzy Reece  - tromba
- Bent Jædig  - sassofono tenore
- Larry Vuckovich  - pianoforte
- Isla Eckinger  - contrabbasso